# Landes-le-Gaulois
Landes-le-Gaulois è un comune francese di 700 abitanti situato nel dipartimento del Loir-et-Cher nella regione del Centro-Valle della Loira.

## Società

### Evoluzione demografica
Abitanti censiti